# Hotel Radisson Blu Iveria
El Hotel Radisson Blu Iveria (en georgiano: რადისონ ბლუ ივერია) es un hotel en el centro de Tiflis, Georgia que se encuentra en la plaza de la revolución rosa. El hotel fue construido en 1967 por el gobierno soviético como el principal hotel de lujo de la República Socialista Soviética de Georgia y fue llamado hotel Iveria debido al antiguo reino de Iveria. Como resultado de la guerra en Abjasia en 1992, el hotel se convirtió en un campo de refugiados que albergó a más de 800 refugiados. En 2004 los refugiados fueron retirados del hotel y se les ofreció 7.000 dólares por habitación. El hotel en ruinas fue despojado de su marco de acero estructural y completamente reconstruido como un moderno hotel de negocios de lujo, gestionado por el grupo Radisson Hotels. Se volvió a abrir en 2009 como el Radisson Blu Iveria Hotel. [1]